# Доверский демон
Доверский демон (англ. Dover Demon) — гуманоидное существо-криптид, которое якобы несколько раз наблюдалось у Довера (Массачусетс) в 1977 году. Название животному было дано писателем Лореном Коулменом. 
Существо описывали как низкорослого (3—4 фута) гуманоида «персикового цвета» с большой головой, на которой заметны лишь два круглых светящихся глаза. Шея, конечности и пальцы существа длинные и тонкие. Очевидцы утверждали, что у существа была шершавая кожа, лишённая волос.

## Случай с Б. Бартлеттом
Ночью 21 апреля 1977 года 17-летний Билл Бартлетт вместе с двумя друзьями ехал в автомобиле через Довер. Несколько секунд Бартлетт наблюдал приблизительно в 20 футах от дороги большеголового гуманоида, освещённого светом автомобильных фар. У существа были глаза, светившиеся оранжевым светом.

## Случай с Д. Бакстером
Менее чем через 2 часа после случая с Б. Бартлеттом примерно в миле от места, где он ехал, 15-летний Джон Бакстер по пути домой якобы заметил, что к нему приближается низкорослое большеголовое существо. Джон окликнул существо, и оно побежало от Джона в сторону леса. Пробежав за существом 9 метров, Джон увидел, как оно стояло, держась руками за дерево. У существа по словам Джона были глаза, светившиеся оранжевым светом. Понаблюдав за существом, Джон вернулся на дорогу.

## Случай с У. Тейнором и Э. Брэбхем
Около полуночи 22 апреля 1977 года 15-летняя Эбби Брэбхем и 18-летний Уилл Тейнор, якобы проехали в нескольких футах от существа. Тейнор не успел разглядеть существо, но Эбби Брэбхем подробно описала его как большеголового гуманоида с большими зелёными глазами.

## Ссылка
- The Dover Demon Still Haunts (Boston Globe)